# Atik Ismail
Atik Ismail (* 5. Januar 1957 in Helsinki) ist ein ehemaliger finnischer Fußballspieler.

## Laufbahn
Während seiner rund zwölf Jahre andauernden Laufbahn absolvierte Ismail 201 Spiele in der Mestaruussarja und erzielte dabei 113 Tore, die meisten für seinen Stammverein HJK Helsinki. Zudem spielte er zwischen 1978 und 1980 für Beşiktaş Istanbul in der Türkei, den KSV Waregem in Belgien und für AIK Solna in Schweden im Ausland, wobei er bei keinem dieser Vereine länger als ein Jahr unter Vertrag stand. Für Beşiktaş erzielte er in 16 Spielen sechs Tore.
Die erste finnische Meisterschaft gewann Atik Ismail 1978 bei HJK Helsinki, zu dem er Anfang der Saison vom Lokalrivalen Kiffen Helsinki zurückgekehrt war. Mit 18 Toren in 21 Spielen wurde er Torschützenkönig und trug so maßgeblich zur Meisterschaft HJKs bei, die sich der Verein mit einem Punkt Vorsprung auf KPT Kuopio sicherte. Nach der Saison folgte der Wechsel in die Türkei, aber bereits 1979 stand er wieder im Kader von HJK und wurde erneut Torschützenkönig der Liga.
Nach seinen Stationen in Belgien und Schweden spielte er zwischen 1981 und 1984 vier Jahre lang für HJK und gewann im ersten Jahr sowohl die Meisterschaft als auch den Pokal, in der darauffolgenden Saison wurde er zum dritten Mal Torschützenkönig der Mestaruussarja. 1984 gewann er ein weiteres Mal den Pokal.
1985 wechselte er zum finnischen Drittligisten Hyvinkään Apollo, anschließend spielte er noch für die Pallo-Pojat und KPT Kuopio ehe 1987 seine Karriere beendete. Bereits während seiner Karriere litt er unter Suchtproblemen, die er aber wieder in den Griff bekam. 1999 kandidierte er erfolglos für die Grünen bei den Europawahlen. Ein weiteres Mal 2009 auf der Liste des Linksbündnisses. Er erhielt 5.910 Stimmen, zog aber nicht in das Europaparlament ein.

## Nationalmannschaft
Mit der U-18-Nationalmannschaft gewann er 1975 in der Schweiz Silber bei der U-18-Meisterschaft der UEFA. Die Finnen setzten sich in der Vorrunde gegen die BRD, gegen die DDR und gegen die Sowjetunion durch und bezwangen im Halbfinale die Türkei mit 1:0. Im Finale gegen England verloren die Finnen mit 0:1 nach Golden Goal.
Zwischen 1978 und 1983 bestritt Ismail 26 Spiele für die Nationalmannschaft der Herren und erzielte dabei sieben Tore.

## Erfolge und Auszeichnungen
- Finnischer Meister: 1978 und 1981
- Finnischer Pokalsieger: 1981 und 1984
- Silbermedaillengewinner der U-18-Meisterschaft der UEFA 1975
- Finnlands Fußballer des Jahres: 1978 (Wahl der Sportjournalisten)
- Torschützenkönig der Mestaruussarja: 1978, 1979 und 1982
- Aufnahme in die Hall of Fame des finnischen Fußballs 2007

## Familie
Atik Ismail gehört der nationalen Minderheit der Finnland-Tataren an. Sein Zwillingsbruder Adil Ismail spielte ebenfalls für HJK Helsinki in der Mestaruussarja.
Seine Zwillingssöhne Ali Koljonen und Pele Koljonen (* 1988) spielen ebenfalls Fußball. Pele gab 2006 für Kuopion Palloseura sein Debüt in der Veikkausliiga. Ali gab 2012 sein Erstligadebüt.